# Nesomyrmex spininodis
Nesomyrmex spininodis es una especie de hormiga del género Nesomyrmex, tribu Crematogastrini, familia Formicidae. Fue descrita científicamente por Mayr en 1887.
Se distribuye por Argentina, Bolivia, Brasil, Colombia, Ecuador, Guayana Francesa, Guyana, Paraguay, Surinam, Trinidad y Tobago y Venezuela. Se ha encontrado a elevaciones de hasta 600 metros. Habita en selvas tropicales.